# Oscar Robertson
Oscar Palmer Robertson (Charlotte, em 24 de novembro de 1938), apelidado de "The Big O", é um ex-jogador de basquete profissional que jogou pelo Cincinnati Royals e pelo Milwaukee Bucks na National Basketball Association (NBA). Robertson jogou como armador e foi 12 vezes All-Star, 11 vezes membro da Equipe All-NBA e vencedor do prêmio de MVP em uma ocasião. Sua carreira de jogador, especialmente durante o ensino médio e a faculdade, foi atormentada pelo racismo.
Em 1962, ele se tornou o primeiro jogador na história da NBA a obter uma média de triplo-duplo em uma temporada. Na temporada de 1970-71, ele foi um jogador-chave da equipe que trouxe ao Bucks seu primeiro título da NBA.
Robertson entrou duas vezes no Hall da Fama do Naismith Memorial Basketball, tendo sido apresentado em 1980 por sua carreira individual e em 2010 como membro da equipe olímpica de basquete dos Estados Unidos em 1960 e presidente da Associação Nacional de Jogadores de Basquete. Ele também foi eleito um dos 50 Maiores Jogadores da História da NBA em 1996. A Associação de Escritores de Basquete dos Estados Unidos renomeou seu Prêmio de Jogador do Ano da Universidade como Troféu Oscar Robertson em sua homenagem em 1998, e ele foi uma das cinco pessoas escolhidas para representar a classe inaugural do Hall da Fama do Basquete Universitário em 2006. Ele foi classificado como o 36º melhor atleta americano do século XX pela ESPN.
Robertson também era parte integrante do Robertson v. National Basketball Ass'n de 1970. O processo contra a NBA, que foi feito quando Robertson era o presidente da Associação de Jogadores da NBA, levou a uma extensa reforma da free agency da liga e um aumento dos salários de todos os jogadores. Ele foi introduzido no Hall da Fama da FIBA em 2009.

## Primeiro anos
De origem humilde, Robertson nasceu em Charlotte, Tennessee, e cresceu em um conjunto habitacional segregado em Indianápolis.
Ao contrário de muitos outros garotos do seu bairro, que preferiam jogar beisebol, ele foi atraído pelo basquete porque era "um jogo de crianças pobres". Como sua família não tinha dinheiro para comprar uma bola de basquete, ele aprendeu a arremessar jogando bolas de tênis e trapos amarrados com elásticos em uma cesta de pêssego atrás da casa de sua família. Durante sua pré-adolescência, sua mãe, empregada doméstica, trouxe uma bola de basquete da residência em que trabalhava e presenteou Oscar.

## Carreira no ensino médio
Robertson frequentou a Crispus Attucks High School, uma escola totalmente negra. Na Crispus Attucks, mesmo sem um grande ginásio na instituição, Robertson foi treinado por Ray Crowe, cuja ênfase nos fundamentos básicos do esporte teve um efeito positivo no estilo de jogo de Robertson.
Em seu segundo ano do ensino médio, em 1954, fez parte do time da Attucks High School que perdeu nas semifinais (quartas de final estaduais) para o eventual campeão estadual Milan, cuja história seria mais tarde a base do clássico filme de 1986, Hoosiers. Quando Robertson estava no terceiro ano, Crispus Attucks dominou seus adversários, tendo um recorde de 31-1 e sagrando-se campeã estadual de 1955, sendo a primeira conquista de uma escola totalmente negra do país.
No ano seguinte, o time terminou com um recorde de 31-0 e conquistou o segundo título consecutivo no estado de Indiana, tornando-se o primeiro time local a garantir uma temporada perfeita, compilando 45 vitórias consecutivas, um recorde estadual. Nesse período de duas temporadas, nas quais Crispus Attucks venceu 62 de 63 jogos, Robertson teve uma média de 28 pontos por partida e estabeleceu o recorde de mais pontos em único jogo no torneio até então (62). Após o título, o time foi desfilando pela cidade em uma tradição regular, mas eles foram levados para um parque fora do centro da cidade para continuar sua celebração, ao contrário de outros times. Robertson afirmou: "[Os policiais] pensaram que os negros iriam destruir a cidade e eles pensaram que os brancos não iriam gostar".
Robertson foi nomeado "Mr. Basketball" de Indiana em 1956. Depois de se formar naquele ano, ele se matriculou na Universidade de Cincinnati.

## Carreira na faculdade
Robertson continuou a se destacar na Universidade de Cincinnati, registrando uma média incrível de 33,8 pontos por jogo, a terceira maior da história da faculdade. Em cada um de seus três anos, ele ganhou o título nacional de pontuação, foi nomeado All-American e foi escolhido Jogador do Ano na Universidade, enquanto estabeleceu 14 recordes da NCAA e 19 recordes escolares.
A atuação estelar de Robertson levou a Universidade de Cincinnati a um recorde geral de 79-9 durante suas três temporadas no time, incluindo duas aparições no Final Four do Torneio da NCAA. Quando Robertson deixou a universidade, ele era o artilheiro de todos os tempos da NCAA, até que Pete Maravich o superou em 1970. Robertson levou Cincinnati ao destaque nacional mas o maior sucesso da Universidade no basquete ocorreu imediatamente após sua partida, quando a equipe conquistou dois títulos nacionais em 1961 e 1962 e perdeu o terceiro título em 1963.
Ele continua no topo do livro de registros dos Bearcats. Os muitos recordes que ele ainda detém incluem: pontos em um jogo: 62; triplos-duplos: 10; rebotes por jogo: 15,2 e pontos totais: 2.973.
Seu melhor jogo foi quando ele registrou 45 pontos, 23 rebotes e 10 assistências contra Universidade Estadual de Indiana em 1959.
Apesar de seu sucesso na quadra, a carreira de Robertson na universidade foi azedada pelo racismo. Naqueles dias, programas universitários do sul, como os de Kentucky, Duke e Carolina do Norte, não recrutavam atletas negros, e as viagens para cidades segregadas eram especialmente difíceis, com Robertson frequentemente dormindo em dormitórios de universidades em vez de hotéis. "Nunca os perdoarei", disse ele ao The Indianapolis Star anos depois. 
Décadas após seus dias de faculdade, a carreira estelar na NCAA de Robertson foi recompensada pela Associação de Escritores de Basquete dos Estados Unidos quando, em 1998, renomeou o troféu concedido ao ao Jogador do Ano da Divisão I da NCAA.

## Jogos Olímpicos de 1960
Depois da universidade, Robertson e Jerry West co-capitularam a Seleção Americana de Basquetebol nos Jogos Olímpicos de Verão de 1960. A equipe, descrita como a maior assembleia de talentos amadores de basquete de todos os tempos, participou da competição para ganhar a medalha de ouro. 
Robertson foi o artilheiro da equipe, já que a equipe dos EUA venceu seus nove jogos por uma margem de 42,4 pontos. Dez dos doze jogadores universitários da equipe americana jogaram mais tarde na NBA, incluindo Robertson e os futuros Halls da Fama, West, Walt Bellamy e Jerry Lucas.

## Carreira profissional

### Cincinnati Royals (1960–1970)

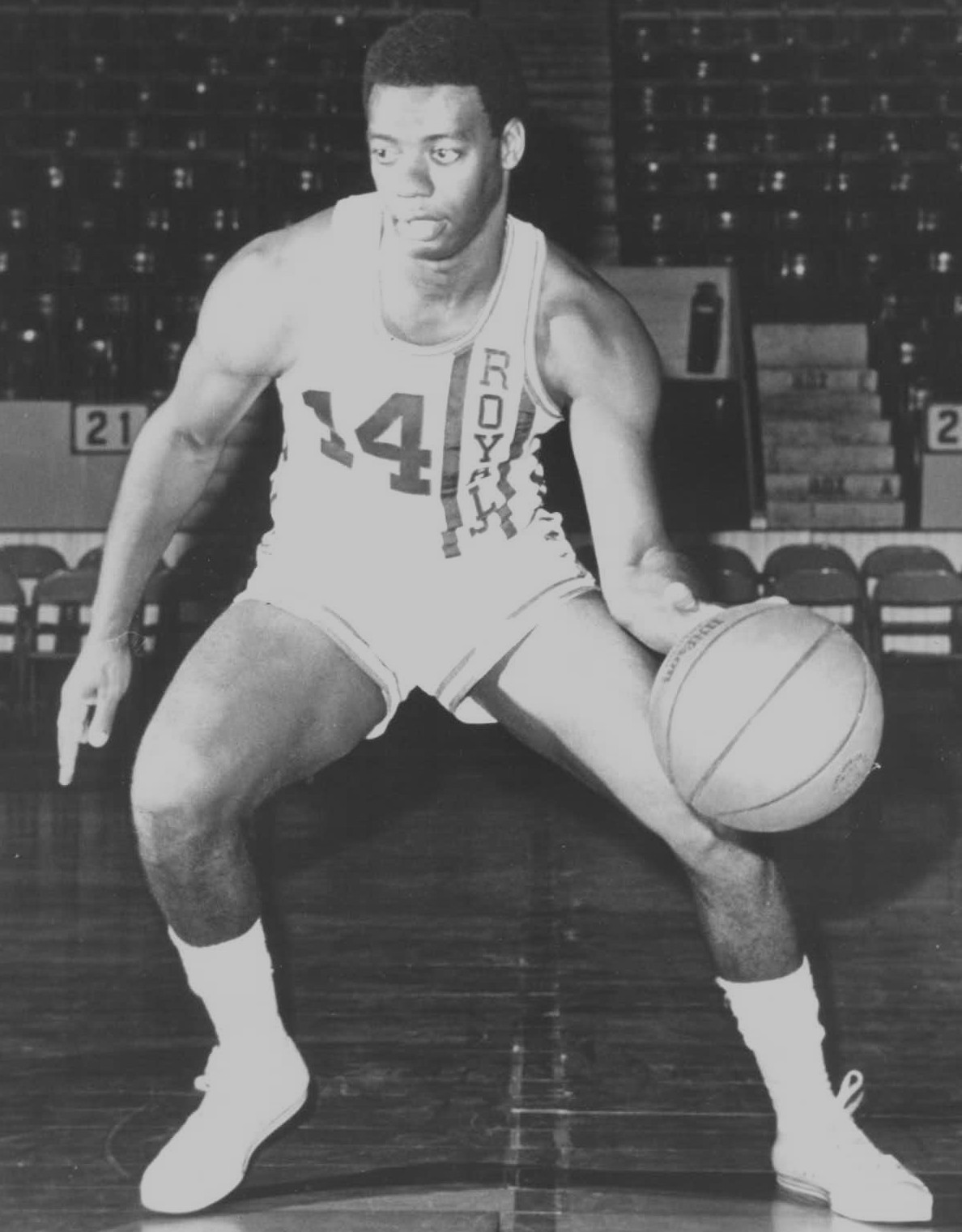
Robertson durante seus dias com o Cincinnati Royals

Antes da temporada de 1960-61, Robertson se qualificou para o Draft da NBA de 1960. Ele foi selecionado pelo Cincinnati Royals como uma escolha territorial. Os Royals deram a Robertson um bônus de assinatura de US$ 33.000.
Em sua estreia na NBA, Robertson registrou 21 pontos, 12 rebotes e 10 assistências na vitória de 140-123 sobre o Los Angeles Lakers. Em 27 de dezembro de 1960, ele registrou 45 pontos, 12 rebotes e 13 assistências na vitória por 129-124 sobre o Syracuse Nationals.
Em sua temporada de estreia, Robertson obteve média de 30,5 pontos, 10,1 rebotes e 9,7 assistências (liderando a liga), quase com média de um triplo-duplo durante toda a temporada. Ele foi nomeado Novato do Ano da NBA, foi eleito para o o Primeiro Time da NBA - o que aconteceria em cada uma das nove primeiras temporadas de Robertson - e fez a primeira de 12 participações consecutivas no All-Star Game. Além disso, ele foi nomeado MVP do NBA All-Star Game de 1961, após seu desempenho de 23 pontos, 14 assistências e 9 rebotes em uma vitória no Oeste. No entanto, os Royals terminaram com um recorde de 33-46 e ficou nas últimas posições da Divisão Oeste.
Em 15 de novembro de 1961, Robertson registrou 49 pontos, 22 rebotes e 7 assistências na vitória de 145-133 sobre o Cincinnati Royals. Na temporada de 1961–62, ele se tornou o primeiro jogador na história da NBA a obter um triplo-duplo de média da temporada com 30,8 pontos, 12,5 rebotes e 11,4 assistências. Robertson também estabeleceu um recorde na NBA para mais triplos duplos durante a temporada regular, com 41 triplos duplos; o recorde permaneceria por mais de meio século quando, em 2016–17, Russell Westbrook teve 42 e se juntou a Robertson como o único outro jogador a obter o triplo do dobro da média por uma temporada inteira. Ele quebrou o recorde de assistências de Bob Cousy, que havia registrado 715 assistências duas temporadas antes, registrando 899. Além disso, ele também se junta a Johnny Green e Elgin Baylor como os únicos jogadores na história da NBA com 1,95 ou menos de altura que pegou 900 rebotes em uma temporada. Os Royals ganhou uma vaga nos playoffs; no entanto, eles foram eliminados na primeira rodada pelo Detroit Pistons.
Na temporada seguinte, Robertson se estabeleceu como um dos maiores jogadores de sua geração, tendo médias de 28,3 pontos, 10,4 rebotes e 9,5 assistências, perdendo por pouco mais uma temporada de triplo-duplo. Seu melhor jogo nessa temporada foi em 23 de janeiro de 1963, quando ele registrou 43 pontos, 9 rebotes e 13 assistências em uma vitória por 138-133 sobre o Boston Celtics. Os Royals avançaram para as finais da Divisão Leste, mas sucumbiu em uma série de sete jogos contra o Boston Celtics liderado por Bill Russell.
Na temporada de 1963-64, os Royals alcançaram um recorde de 55–25, o que o colocou em segundo lugar na Divisão Leste. Sob o comando do novo treinador Jack McMahon, Robertson floresceu, ele liderou a NBA em porcentagem de lances livres, marcou 31,4 pontos por jogo e teve média de 9,9 rebotes e 11,0 assistências por jogo. Ele ganhou o prêmio de MVP da NBA e se tornou o único jogador além de Bill Russell e Wilt Chamberlain a vencê-lo de 1960 a 1968. Robertson também ganhou seu segundo prêmio de MVP do NBA All-Star Game naquele ano depois de registrar 26 pontos, 14 rebotes e 8 assistências na vitória do Leste. Na pós-temporada, os Royals derrotaram o Philadelphia 76ers, mas depois foi dominado pelos Celtics por 4-1.
Robertson teve uma média de um triplo-duplo em suas primeiras cinco temporadas na NBA com os Royals, registrando médias de 30,3 pontos, 10,4 rebotes e 10,6 assistências por jogo em 451 partidas.
Em 18 de dezembro de 1964, Robertson registrou 56 pontos, além de nove rebotes e 12 assistências na vitória por 111-107 sobre o Los Angeles Lakers.
A partir da temporada de 1964-65, as coisas começaram a azedar na franquia. Apesar de Robertson registrar médias de pelo menos 24,7 pontos, 6,0 rebotes e 8,1 assistências nas seis temporadas seguintes, os Royals foram eliminados na primeira rodadas de 1965 a 1967 e não foi para os playoffs de 1968 a 1970. Na temporada de 1969-70, pela sexta temporada consecutiva, o apoio dos fãs estava diminuindo. Para ajudar a atrair o público, o técnico de 41 anos, Bob Cousy, fez um breve retorno como jogador. Durante sete jogos, o ex-armador dos Celtics fez uma parceria com Robertson mas mesmo assim a equipe perdeu os playoffs.

### Milwaukee Bucks (1970–1974)

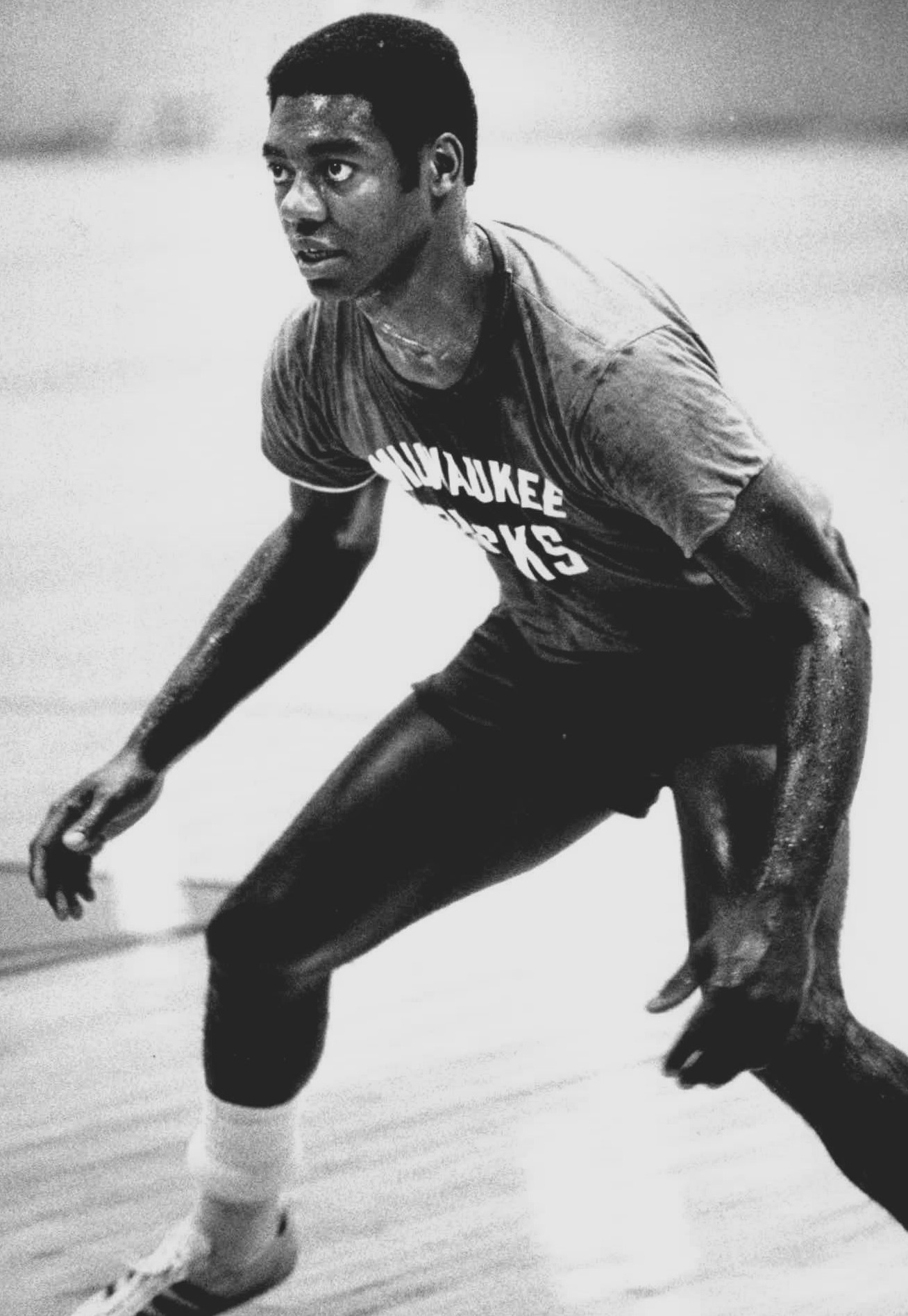
Robertson como membro do Milwaukee Bucks

Antes da temporada de 1970-71, os Royals surpreendeu o mundo do basquete ao trocar Robertson para o Milwaukee Bucks em troca de Flynn Robinson e Charlie Paulk. Nenhum motivo foi apresentado oficialmente, mas muitos especialistas suspeitavam que o técnico Bob Cousy estivesse com ciúmes de toda a atenção que Robertson estava recebendo. O próprio Robertson disse: "Acho que ele estava errado e nunca vou esquecê-lo". O relacionamento entre Oscar e os Royals havia azedado a ponto de Cincinnati também ter abordado o Los Angeles Lakers e o New York Knicks sobre acordos envolvendo seu jogador principal (os jogadores dos Knicks que foram discutidos nesses cenários são desconhecidos, mas Los Angeles declarou publicamente que os Royals perguntou sobre Jerry West e Wilt Chamberlain, com os Lakers dizendo que não considerariam negociar nenhuma estrela).
No entanto, o negócio provou ser altamente benéfico para Robertson. Depois de ficar preso a uma equipe com baixo desempenho nos últimos seis anos, ele agora estava emparelhado com o jovem Lew Alcindor, que anos depois se tornaria o líder em pontuação da NBA como Kareem Abdul-Jabbar. Com Alcindor e Robertson, os Bucks alcançaram o melhor recorde da liga, 66-16, incluindo uma sequência de 20 vitórias. Eles tiveram um recorde de 12-2 nos playoffs e coroou a temporada com o título da NBA, varrendo o Baltimore Bullets por 4-0 nas finais da NBA de 1971. Em seu primeiro jogo nas finais da NBA, Robertson registrou 22 pontos, 7 rebotes e 7 assistências. Pela primeira vez em sua carreira, ele ganhou um título da NBA.
De uma perspectiva histórica, no entanto, a contribuição mais importante de Robertson não foi feita em uma quadra de basquete, mas em uma quadra de justiça. Foi o ano do marco histórico de Robertson contra a NBA, uma ação movida pela Associação de Jogadores da NBA contra a liga. Como Robertson era o presidente da Associação de Jogadores, o caso teve seu nome. Nesse processo, a fusão proposta entre a NBA e a ABA foi adiada até 1976, e os Drafts e as cláusulas da free agency foram reformadas. O próprio Robertson afirmou que o principal motivo era que os clubes possuíam basicamente seus jogadores: os jogadores eram proibidos de conversar com outros clubes após o término do contrato, porque a free agency não existia até 1988. Seis anos após o processo ter sido aberto, a NBA finalmente alcançou um acordo, ocorreu a fusão ABA-NBA e o processo de Oscar Robertson incentivou a contratação de mais free agency e, por fim, levou a salários mais altos para todos os jogadores.
Nas quadras, o veterano Robertson ainda provou que era um jogador valioso. Junto com Abdul-Jabbar, eles ganharam mais dois títulos de divisão com os Bucks nas temporadas de 1971-72 e de 1972-73. Na última temporada de Robertson, ele ajudou Milwaukee a alcançar o melhor recorde da liga, 59–23, e os ajudou a chegar às finais da NBA de 1974. Lá, Robertson teve a chance de terminar sua carreira estelar com um segundo títulos. Os Bucks perderam para uma equipe do Boston Celtics com o inspirado Dave Cowens.
Como prova da importância de Robertson para os Bucks, na temporada seguinte à sua aposentadoria, a equipe caiu para o último lugar em sua divisão, com um recorde de 38-44, apesar da presença contínua de Abdul-Jabbar.
Robertson foi eleito para o Hall da Fama do Wisconsin Athletic em 1995.

### Pós-Carreira

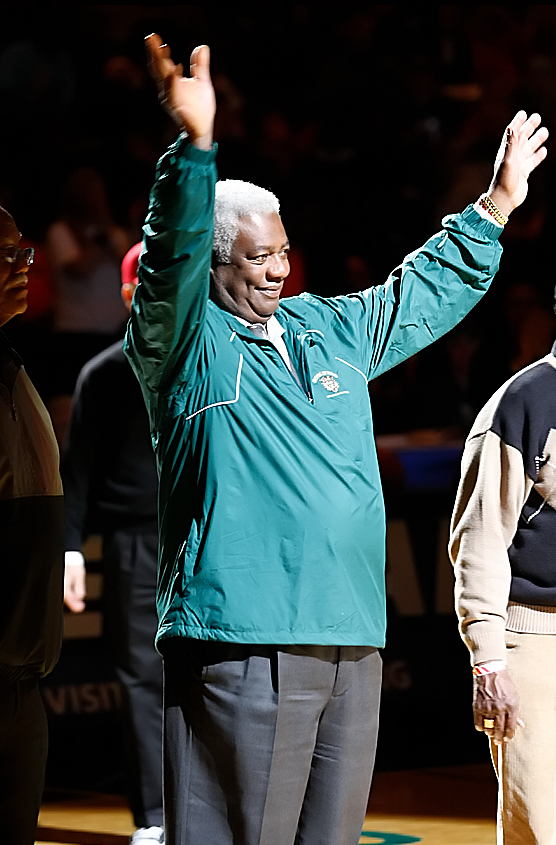
Robertson em 2010.

Depois de se aposentar como jogador, Robertson continuou envolvido nos esforços para melhorar as condições de vida em sua cidade natal, Indianápolis, principalmente no que se refere aos afro-americanos. Além disso, ele trabalhou como comentarista em jogos televisionados pela CBS durante a temporada de 1974-75.
Após sua aposentadoria, o Kansas City Kings (os Royals se mudaram para lá enquanto Robertson estava com o Bucks) aposentou o número 14; a aposentadoria continua a ser honrada pelos Kings em sua atual casa em Sacramento. O Bucks também aposentou o número 1 que ele usava em Milwaukee.
Em 1994, uma estátua de bronze de dois metros e meio de Robertson foi erguida do lado de fora do Shoemaker Center, a atual casa do basquete da Universidade de Cincinnati. Robertson participa de muitos dos jogos, vendo os Bearcats de uma cadeira na quadra. Em 2006, a estátua foi realocada para a entrada do Centro de Atletismo Richard E. Lindner da Universidade de Cincinnati.
A partir de 2000, Robertson atuou como diretor da Countrywide Financial Corporation, até a venda da empresa ao Bank of America em 2008.
Depois de muitos anos fora dos holofotes, Robertson foi reconhecido em 17 de novembro de 2006 por seu impacto no basquete universitário, quando foi escolhido para ser membro da classe fundadora do Hall da Fama do Basquete Universitário. Ele era uma das cinco pessoas, juntamente com John Wooden, Bill Russell, Dean Smith e Dr. James Naismith, selecionados para representar a classe inaugural.
Em julho de 2004, Robertson foi nomeado treinador interino do time de basquete masculino da Universidade de Cincinnati por aproximadamente um mês, enquanto o técnico Bob Huggins cumpriu uma suspensão por uma condenação por dirigir embriagado.
Em janeiro de 2011, Robertson ingressou em uma ação coletiva contra a NCAA, desafiando a organização pelo uso das imagens de seus ex-alunos atletas.
Em 2015, Robertson estava entre um grupo de investidores que colocou uma iniciativa de legalização da maconha em Ohio. A iniciativa buscou direitos exclusivos de cultivo para os membros do grupo, enquanto proibia todos os outros cultivos, exceto pequenas quantidades para uso pessoal. Robertson apareceu em um anúncio de televisão defendendo a aprovação da iniciativa, mas acabou sendo derrotada.

## Legado
Robertson é considerado um dos maiores jogadores da história da NBA. Sua média 30,5 pontos como novato é a terceira maior de todos os novatos da história da NBA. Ele obteve médias de mais de 30 pontos por jogo em seis de suas sete primeiras temporadas. Apenas três outros jogadores da NBA tiveram mais de 30 pontos por temporada em sua carreira. Robertson foi o primeiro jogador a obter média de mais de 10 assistências, fazendo isso em um momento em que os critérios para assistências eram mais rigorosos do que hoje. Além disso, Robertson é o primeiro armador da história da NBA a obter em média mais de 10 rebotes por jogo, fazendo isso três vezes. Foi um feito que não seria repetido até Russell Westbrook conseguir alcançá-lo durante a temporada de 2016-17. 

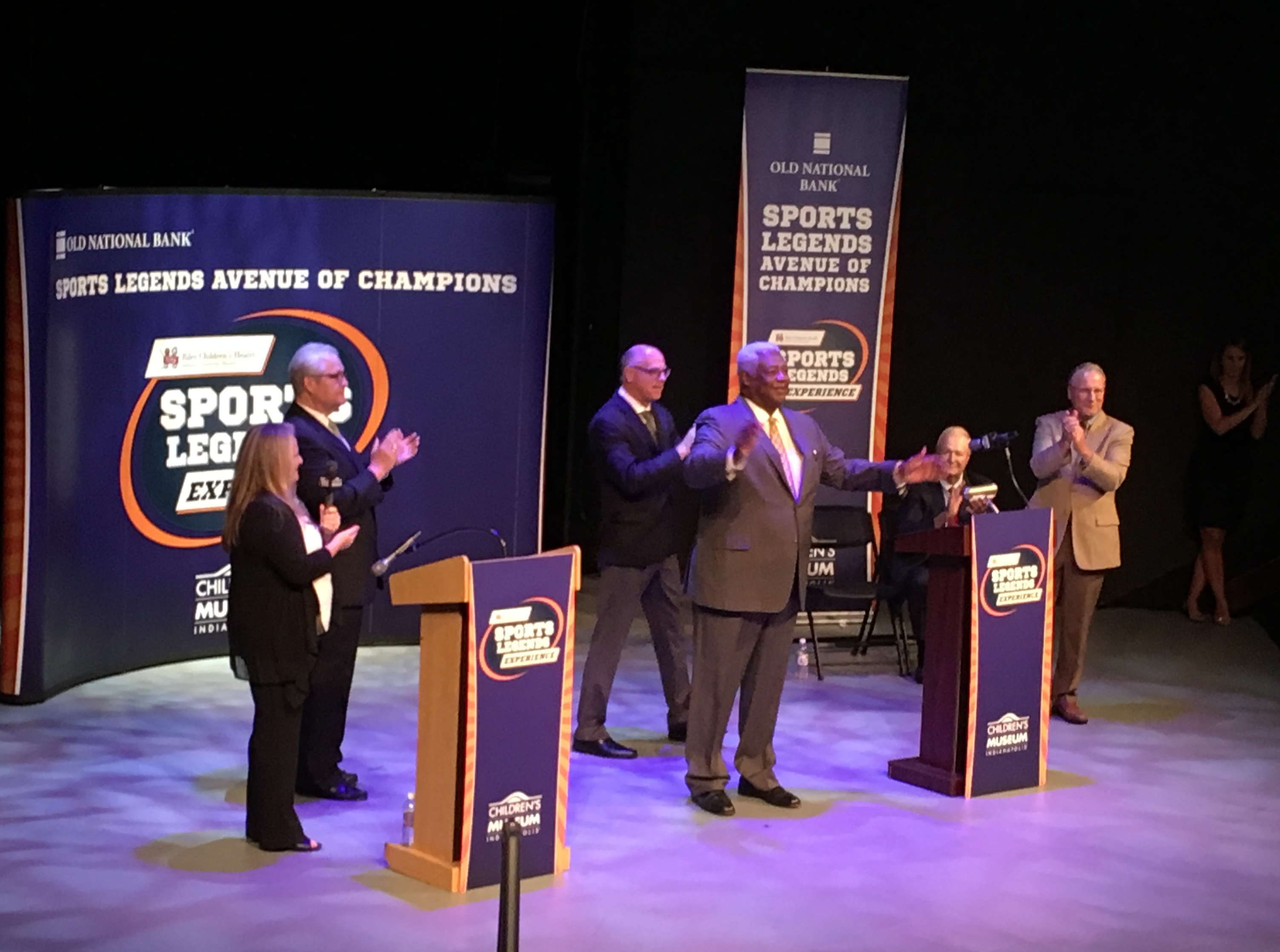
Robertson na cerimônia anunciando a inclusão na Avenida dos Campeões Esportivos Old National Bank no Museu Infantil de Indianápolis.

Ele terminou sua carreira com 26.710 pontos (25,7 por jogo, nono mais alto de todos os tempos), 9.887 assistências (9,5 por jogo) e 7.804 rebotes (7,5 por jogo). Ele liderou a liga em assistências seis vezes e, no momento de sua aposentadoria, ele era o líder de todos os tempos da NBA em assistências e lances livres, e era o segundo maior artilheiro de todos os tempos atrás de Wilt Chamberlain.
Em sua carreira, Robertson teve 181 triplos duplos, um recorde que só foi superado em maio 2021, por Russell Westbrook. Ele ganhou um total de seis títulos de assistência da NBA durante sua carreira. Ele alcançou uma média de 0,85 de acerto de arremessos e liderou a liga em porcentagem de lances livres duas vezes - nas temporadas de 1963-64 e 1967-68.
No Cincinnati Royals, agora realocado e nomeado Sacramento Kings, ele marcou 22.009 pontos e 7.731 assistências, e é o líder de todos os tempos nas duas estatísticas das equipes combinadas Royals / Kings.
Robertson foi consagrado no Hall da Fama do Naismith Memorial Basketball em 28 de abril de 1980. Ele recebeu o prêmio "Jogador do Século" pela Associação Nacional de Treinadores de Basquete em 2000 e foi classificado em terceiro lugar entre os 75 melhores jogadores da NAM em 2003. Além disso, em 2006, a ESPN nomeou Robertson o segundo maior armador de todos os tempos, apenas atrás de Magic Johnson.
Em 1959, o Prêmio Jogador do Ano foi criado para reconhecer o melhor jogador de basquete universitário do ano pela Associação de Escritores de Basquete dos Estados Unidos. Cinco indicados são apresentados e o indivíduo com mais votos recebe o prêmio durante o Final Four da NCAA. Em 1998, foi renomeado para o Oscar Robertson Trophy em homenagem ao jogador que ganhou os dois primeiros prêmios por causa de sua carreira marcante e de seus esforços contínuos para promover o jogo de basquete.

## Estatísticas
| † | Campeão da temporada da NBA |
|   | Líder da liga               |
|   | MVP da temporada regular    |
|   | Recorde da história da NBA  |

### Temporada Regular
| Ano      | Equipe     | PJ   | MPJ  | AP   | LL   | RT   | AS   | PPJ  |
| -------- | ---------- | ---- | ---- | ---- | ---- | ---- | ---- | ---- |
| 1960–61  | Cincinnati | 71   | 42.7 | .473 | .822 | 10.1 | 9.7  | 30.5 |
| 1961–62  | Cincinnati | 79   | 44.3 | .478 | .803 | 12.5 | 11.4 | 30.8 |
| 1962–63  | Cincinnati | 80   | 44.0 | .518 | .810 | 10.4 | 9.5  | 28.3 |
| 1963–64  | Cincinnati | 79   | 45.1 | .483 | .853 | 9.9  | 11.0 | 31.4 |
| 1964–65  | Cincinnati | 75   | 45.6 | .480 | .839 | 9.0  | 11.5 | 30.4 |
| 1965–66  | Cincinnati | 76   | 46.0 | .475 | .842 | 7.7  | 11.1 | 31.3 |
| 1966–67  | Cincinnati | 79   | 43.9 | .493 | .873 | 6.2  | 10.7 | 30.5 |
| 1967–68  | Cincinnati | 65   | 42.5 | .500 | .873 | 6.0  | 9.7  | 29.2 |
| 1968–69  | Cincinnati | 79   | 43.8 | .486 | .838 | 6.4  | 9.8  | 24.7 |
| 1969–70  | Cincinnati | 69   | 41.5 | .511 | .809 | 6.1  | 8.1  | 25.3 |
| 1970–71  | Milwaukee† | 81   | 39.4 | .496 | .850 | 5.7  | 8.2  | 19.4 |
| 1971–72  | Milwaukee  | 64   | 37.3 | .472 | .836 | 5.0  | 7.7  | 17.4 |
| 1972–73  | Milwaukee  | 73   | 37.5 | .454 | .847 | 4.9  | 7.5  | 15.5 |
| 1973–74  | Milwaukee  | 70   | 35.4 | .438 | .835 | 4.0  | 6.4  | 12.7 |
| Carreira | Carreira   | 1040 | 42.2 | .485 | .838 | 7.5  | 9.5  | 25.7 |

### Playoffs
| Ano      | Equipe     | PJ | MPJ  | AP   | LL   | RT   | AS   | PPJ  |
| -------- | ---------- | -- | ---- | ---- | ---- | ---- | ---- | ---- |
| 1962     | Cincinnati | 4  | 46.3 | .519 | .795 | 11.0 | 11.0 | 28.8 |
| 1963     | Cincinnati | 12 | 47.5 | .470 | .864 | 13.0 | 9.0  | 31.8 |
| 1964     | Cincinnati | 10 | 47.1 | .455 | .858 | 8.9  | 8.4  | 29.3 |
| 1965     | Cincinnati | 4  | 48.8 | .427 | .923 | 4.8  | 12.0 | 28.0 |
| 1966     | Cincinnati | 5  | 44.8 | .408 | .897 | 7.6  | 7.8  | 31.8 |
| 1967     | Cincinnati | 4  | 45.8 | .516 | .892 | 4.0  | 11.3 | 24.8 |
| 1971     | Milwaukee† | 14 | 37.1 | .486 | .754 | 5.0  | 8.9  | 18.3 |
| 1972     | Milwaukee  | 11 | 34.5 | .407 | .833 | 5.8  | 7.5  | 13.1 |
| 1973     | Milwaukee  | 6  | 42.7 | .500 | .912 | 4.7  | 7.5  | 21.2 |
| 1974     | Milwaukee  | 16 | 43.1 | .450 | .846 | 3.4  | 9.3  | 14.0 |
| Carreira | Carreira   | 86 | 42.7 | .460 | .855 | 6.7  | 8.9  | 22.2 |

## Prêmios e Homenagens
- NBA:
  - Membro do Naismith Basketball Hall of Fame: 2006
  - Campeão da NBA: 1971;
  - NBA Most Valuable Player (MVP): 1964;
  - NBA Rookie of the Year: 1961;
  - 12x NBA All-Star: 1961, 1962, 1963, 1964, 1965, 1966, 1967, 1968, 1969, 1970, 1971, 1972;
  - 3x MVP do All-Star Game: 1961, 1964, 1969;
  - 11x All-NBA Team:
    - primeiro time: 1961, 1962, 1964, 1965, 1966, 1969;
    - segundo time: 1970 e 1971;

  - 6x líder em assistências na temporada: 1961, 1962, 1964, 1965, 1966, 1967, 1968, 1969;
  - Um dos 50 grandes jogadores da história da NBA
  - Número 14 aposentado pelo Sacramento Kings
  - Número 1 aposentado pelo Milwaukee Bucks
  - Número 12 aposentado pela Universidade de Cincinnati
- Seleção dos Estados Unidos:
  - Jogos Pan-Americanos:
    -  medalha de ouro: 1959

  - Jogos Olímpicos:
    -  medalha de ouro: 1960

## Vida pessoal
Robertson é filho de Mazell e Bailey Robertson. Ele tem dois irmãos, Bailey Jr. e Henry. Ele se lembra de uma infância difícil, atormentada pela pobreza e pelo racismo. Quando uma biografia seria escrita sobre ele nos anos 90, Robertson brincou dizendo que sua vida havia sido "monótona" e que ele estava "casado com a mesma mulher há muito tempo".
Em 1997, Robertson doou um de seus rins para sua filha Tia, que sofreu insuficiência renal relacionada ao lúpus. Ele tem sido um porta-voz honorário da National Kidney Foundation desde então. Em 2003, ele publicou sua própria autobiografia, The Big O: Minha Vida, Meus Tempos, Meu Jogo. Robertson também é dono da empresa química Orchem, com sede em Cincinnati, Ohio.
Em relação ao basquete, Robertson afirmou que os lendários jogadores do Harlem Globetrotters, Marques Haynes e o "príncipe palhaço" Goose Tatum, eram seus ídolos. Agora, aos oitenta anos, ele está aposentado há muito tempo do basquete, embora ainda o siga na TV e assista à maioria dos jogos em casa na Universidade de Cincinnati, sua alma mater. Ele agora lista a marcenaria como seu hobby principal. Robertson acrescenta que ele ainda conseguiria uma média de triplo-duplo em uma temporada no basquete de hoje, e que ele é altamente cético quanto a qualquer outra pessoa conseguir o feito (isso foi feito mais tarde por Russell Westbrook na temporada de 2016–17). 
Em 9 de junho de 2007, Oscar recebeu um Doutorado Honorário de Letras Humanas da Universidade de Cincinnati por seus esforços filantrópicos e empresariais. Ele também é membro do capítulo Beta Eta da fraternidade Kappa Alpha Psi.
Em agosto de 2018, Robertson leiloou seu anel do título de 1971, o anel do Hall da Fama e uma de suas camisas de jogo do Milwaukee Bucks. Cada item foi vendido entre US $ 50.000 e US $ 91.000.